# Setge de la Força Vella
El setge de la Força Vella fou un dels combats de la Guerra Civil Catalana, el qual tingué lloc entre el 5 de juny i el 23 de juliol de 1462 a Girona.

## Antecedents
L'empresonament de Carles de Viana per Joan el Gran va fer passar a l'ofensiva a les classes privilegiades catalanes, que a les Corts de Lleida de 1460 elegiren un Consell del Principat que va exigir al rei el seu immediat alliberament i l'acceptació de la capitulació de Vilafranca, on es prohibia al rei entrar a Catalunya sense permís de la Generalitat mentre no s'aprovessin les lleis que la desenvolupaven.
La sobtada mort del príncep a les tres setmanes del seu alliberament va alterar la pacificació. El rei va enviar a Barcelona la reina Joana Enríquez amb la intenció d'aigualir la capitulació de Vilafranca i accentuar la divisió entre els dirigents catalans. Les relacions de la reina amb els organismes representatius de Catalunya foren molt dures durant els sis mesos que va viure a Barcelona amb el seu fill, de manera que decideix marxar a Girona el març de 1462 on feia uns mesos que els pagesos de remença s'havien aixecat contra els seus senyors per reivindicar l'abolició dels mals usos.
La reina va convocar Consell General a Girona el 23 d'abril de 1462, i va organitzar la milícia ciutadana i procedir a la reparació urgent de les muralles i torres de la ciutat, i el 12 de maig va fer enviar a Bernat Joan de Cabrera, cap de les forces del castell d'Hostalric 200 homes per la seva defensa, mentre que el Consell del Principat va enviar el 13 de maig un emissari als jurats d'Hostalric per assegurar una bona acollida de la Host del Consell del Principat que es dirigiria a Girona.
Joana Enríquez va segellar la seva aliança amb Francesc de Verntallat i els seus camperols, i amb ell va combinar un pla estratègic per barrar el pas a l'exèrcit rebel a Hostalric, enviant al cap dels remences amb 600 homes i un vaixell d'armes i queviures a Sant Feliu de Guíxols per guanyar temps mentre que els pagesos s'organitzaven a Girona, però serien derrotats, i Verntallat es retiraria a Girona.

## El setge
El 5 de juny la Host del Consell del Principat d'Hug Roger de Pallars va arribar a Girona i van ocupar tota la ciutat menys el reducte de la Força Vella, defensada pel bisbe Joan Margarit i Pau Dues columnes encapçalades per Bernat Gilabert de Cruïlles i de Cabrera i Joan Sarriera van aconseguir rebutjar l'11 de juny la columna de socors que manava Francesc de Verntallat i l'assalt de quatre columnes a la fortalesa fou rebutjat per Pere de Rocabertí i el bisbe Joan Margarit, amb un centenar de baixes entre els assetjants i quaranta entre els assetjats, i després de vèncer a la batalla d'El Pertús finalment el 23 de juliol l'exèrcit de Lluís XI de França, aliat de Joan el Gran va aixecar el setge.

## Conseqüències
Les hosts de la Diputació s'allunyaren fins a Hostalric i els ports del Baix Empordà, abandonant l'artilleria. Després de la derrota a Girona i la batalla de Rubinat, el Consell del Principat, veient que una república sense suport extern era inviable, comença a oferir el Principat a candidats que, 50 anys després del Compromís de Casp, tenien ni que fos molt indirectament, algun dret a regnar Catalunya. En 1462, es va proposar nomenar comte de Barcelona al rei Enric IV de Castella, que a part dels seus drets al tron, podia comptar amb l'ajuda dels beamontesos navarresos, enemics de Joan el Gran i de Gastó IV de Foix.